# 朱启刚
朱启刚（1953年—，生于常熟），字古铁，号玩泉散人，祖籍江阴。其父朱英，解放前任苏常昆太武工队大队长，也是常熟这座江南历史文化名城的解放者。书法秉承家学。自幼临遍诸帖，后又远赴京城求学，遍得刘炳森，沈鹏诸名家指点，喜碑体，书法骨力遒劲，有金石之气。又精篆刻，继承虞山印派，入室二春草堂，卢意云轩，为虞山印派代表人物归之春、朱家炎关门弟子。其收藏古币多珍罕品，常熟市博物馆藏有其古币千余种，并且为唯一一位多次在常熟、江阴等江南各地博物馆巡展的一位民间古钱币收藏大家。